# Ґосцєєво (Мазовецьке воєводство)
Ґосцєєво (пол. Gościejewo) — село в Польщі, у гміні Карнево Маковського повіту Мазовецького воєводства.
Населення — 83 особи (2011).
У 1975-1998 роках село належало до Цехановського воєводства.

## Демографія
Демографічна структура станом на 31 березня 2011 року:
|          | Загалом | Допрацездатний вік | Працездатний вік | Постпрацездатний вік |
| -------- | ------- | ------------------ | ---------------- | -------------------- |
| Чоловіки | 41      | 9                  | 30               | 2                    |
| Жінки    | 42      | 11                 | 22               | 9                    |
| Разом    | 83      | 20                 | 52               | 11                   |